# Małżeństwo osób tej samej płci w Niemczech
     Małżeństwo
     Rejestrowany związek partnerski
     Konkubinat
     Konstytucja definiuje małżeństwo jako związek kobiety i mężczyzny
     Związki jednopłciowe nieuznawane

Status prawny związków osób tej samej płci w Europie:
Małżeństwo
Rejestrowany związek partnerski
Konkubinat
Konstytucja definiuje małżeństwo jako związek kobiety i mężczyzny
Związki jednopłciowe nieuznawane

Małżeństwa osób tej samej płci są legalne w Niemczech od 30 czerwca 2017.
Ustawa wprowadzająca równość małżeńską została przyjęta przez Bundestag głosami SPD, Zielonych, Lewicy oraz części posłów CDU/CSU. Nowy paragraf 1353 niemieckiego kodeksu cywilnego brzmi: „Małżeństwo zawierają dożywotnio dwie osoby różnej lub tej samej płci”.